# اکه‌تش‌دیو
اَکه‌تَش برپایه اسطوره‌های مزدیسنا نام دیوی است. در بندهش دربارهٔ او آمده‌است که:«اکه‌تش دیو دروج انکار است که آفریدگان را از چیز نیکو منکر کند...». نام او دو بار در وندیداد آمده‌است.
این دیو که بدان دیو ِدروج یا اگه تش هم می گویند، ترسناک‌ترین دیوی است که انسان را گرفتار قهر خویش می‌سازد و تباه‌کننده زندگی و جهان است و در پرتو فروهر نیکان است که دروج شکست می یابد. در روایت‌ها آمده است که خواندن کلام مقدس، بیش از هر چیز دروغ را می راند.

## واژه‌شناسی
این نام در پارسی میانه akataš و در اوستایی هم -akataš آمده‌است و معنای آفرینندهٔ بدی می‌دهد.